# La casa de la Troya (pel·lícula de 1959)
|  | Per a altres significats, vegeu «La casa de la Troya». |

La casa de la Troya és una pel·lícula espanyola estrenada en 1959, basada en la novel·la La casa de la Troya d'Alejandro Pérez Lugín, que va ser un autèntic èxit de vendes des de la seva publicació en 1915.

## Sinopsi
La Casa de la Troia és una pensió de Santiago de Compostel·la habitada per estudiants troneres i disbauxats. Un dia hi arriba un nou hoste, Gerardo Roquer, a qui els seus pares han portat des de Madrid amb l'esperança que redreci els estudis. Gerardo s'enamora de Carmiña, una jove gallega, però ella es nega a casar-se amb ell mentre no acabi la carrera. A més, els padrins de la noia tenen plans de casori amb un parent.

## Repartiment
- Ana Esmeralda - Carmiña Castro
- Arturo Fernández - Gerardo Roquer
- Pepe Rubio - Casimiro Barcala
- Julio Riscal - Madeira
- Rafael Bardem - Don Laureano
- Félix de Pomés - Don Juan
- Cándida Losada - Jacinta
- Félix Fernández - Don Ventura
- Erasmo Pascual - Don Angelito
- María Bassó - Tona
- María Isbert - Mensajera
- Enrique S. Guzmán - Augusto
- Raúl Cancio - Maroño
- María Granada - Filo
- Manuel Gil - Adolfo Pulleiro 'Panduriño'
- Elena Puerto - La Pachequito
- Mercedes Alonso - Moncha
- Ventura Oller - Samoeiro
- Ricardo Tundidor - Seminarista
- Guillermo Hidalgo - Octavio
- José Manuel Ramírez - Estudiante
- Emiliano Redondo - Estudiante
- José María Tasso - Mollido
- Eumedre - Criado del pazo
- Matilde Muñoz Sampedro - Monja 1ª
- Adela Calderón
- Luisa Hernán
- Manuel Arbó - Catedrático
- Pablo Muñiz
- Licia Calderón - Charito 'La Mañitas'
- Manolo Morán - Minguiños
- José Isbert - Don Servando

## Producció
De fet, aquesta no va ser la primera adaptació del llibre: va haver-hi altres anteriors, com la de 1925, produïda i dirigida pel mateix Lugín. Gran part de les escenes es van rodar a Santiago de Compostel·la, i es va comptar amb un repartiment que integrava a alguns dels actors espanyols més famosos de l'època, com Arturo Fernández, Pepe Rubio, José Isbert o Ana Esmeralda.

## Premis
La pel·lícula fou guardonada amb 125.000 pessetes als Premis del Sindicat Nacional de l'Espectacle de 1958.